# Усурийск
Усури́йск (на руски: Уссурийск) е град в Приморски край, Русия. Разположен е в долината на река Раздолная, на 98 km северно от Владивосток и на 60 km източно от границата с Китай. Административен център е на Усурийски градски окръг. Към 2016 г. има население от 168 598 души.

## История
Селището е основано през 1866 г. като село Николское от преселници от Астраханската и Воронежката губернии. Кръстено е по името на Николай Чудотворец. През 1868 г. е опожарено от хунхузи, но след това е построено отново. По това време селото е окръжен център в Южноусурийския окръг на Приморска област. През 70-те и 80-те години на XIX век селото се превръща във военен център, като по това време тук се съсредоточават почти половината военни сили в областта. Военните, освен редовните си задължения, строят инфраструктурата на града – първият път, свързващ Николское с Владивосток, е построен от военни. Първата църква в селото е построена през 1871 г., а първото училище – през 1883 г. Решаващ фактор в развитието на града се оказва строителството на Транссибирската железница през 1891 г. В преброяването от 1897 г. селото се споменава като Николск-Усурийски.
През 1898 г. при сливането на селата Николское и Кетрицево се образува град Николск. През 1926 г. е преименуван на Николск-Усурийски, за да се отличава от град Николск във Вологодска област. Добавеното определение е само косвено свързано с река Усури (приток на Амур), тъй като градът се намира на около 150 km от нея. Непосредствено след преименуването на града е образуван и Усурийски край. В периода 1935 – 1957 г. градът се нарича Ворошилов (също Ворошиловск) по фамилното име на съветския военен деец Климент Ворошилов. Сегашното си име Усурийск приема през 1957 г.

## Население
| 1869    | 1897    | 1926    | 1931    | 1939    | 1959    | 1967    |
| ------- | ------- | ------- | ------- | ------- | ------- | ------- |
| 289     | 10 868  | 35 000  | 45 000  | 71 867  | 104 310 | 124 000 |
| 1970    | 1973    | 1976    | 1979    | 1982    | 1986    | 1989    |
| 128 235 | 138 000 | 142 000 | 146 782 | 150 000 | 153 000 | 158 016 |
| 1992    | 1994    | 1996    | 1998    | 2000    | 2003    | 2005    |
| 161 000 | 162 000 | 160 000 | 158 000 | 157 300 | 157 800 | 156 000 |
| 2007    | 2009    | 2011    | 2013    | 2014    | 2015    | 2016    |
| 153 900 | 153 604 | 158 000 | 165 072 | 166 819 | 168 137 | 168 598 |

## Климат
Летата са топли и влажни, а зимите са ясни и студени. Относителната влажност на въздуха е висока (между 65% и 84%). Средната годишна температура е 3.2 °C. Най-високата измерена температура е 37,8 °C, а най-ниската е – 45,5 °C. Средното количество годишни валежи е 622 mm, а средното скорост на вятъра е 3,6 m/s.

## Икономика
Усурийск е важен железопътен възел на Транссибирската железница. Развити са машиностроенето (ремонт на локомотиви), хранително-вкусовата промишленост, текстилната промишленост, производството на строителни материали и мебели. В близост до града има недостроена от съветско време ТЕЦ.

## Побратимени градове
- Мудандзян, Китай